# 希姆基夫齊 (赫梅利尼茨基州)
50°6′13″N 26°23′21″E / 50.10361°N 26.38917°E
希姆基夫齊（羅馬化：Shymkivtsi）是烏克蘭西部的村莊，隸屬赫梅利尼茨基州的舍佩蒂夫卡區。該村始建於1568年，面積0.15平方公里，海拔高度278米，2001年人口454。